# Partito Popolare del Botswana
Il Partito Popolare del Botswana (in inglese Botswana People's Party, BPP) è un partito politico botswano fondato nel 1960.

## Storia
Il partito fu fondato nel 1960 come Partito Popolare del Bechuanaland (Bechuanaland People's Party); assumerà l'attuale nome dopo l'indipendenza del paese nel settembre 1966. 
Primo presidente fu Kgalemang T. Motsete con Philip Matante come suo vice e Motsamai Mpho come segretario generale. Già nel 1962 Mpho lasciò il partito per fondare il Partito dell'Indipendenza del Bechuanaland. La leadership di Motsete entrò in crisi, e il suo posto venne preso da Matante, che guidò il partito alle prime elezioni del paese, quelle del 1965, anticamera dell'indipendenza. Quelle elezioni, come tutte le successive, furono vinte nettamente dal Partito Democratico del Bechuanaland (28 seggi su 31), e il BPP fu l'unico altro partito ad eleggere propri parlamentari (tre, tra cui il leader Matante).
Dal 2014 fa parte della coalizione Ombrello per il Cambiamento Democratico, ma non ha fatto eleggere propri rappresentanti né alle elezioni del 2014 né a quelle del 2019.

## Risultati elettorali
| Elezione                           | Voti                                       | % | Seggi  |
| ---------------------------------- | ------------------------------------------ | - | ------ |
| 1965                               | 19964                                      |   | 3 / 31 |
| 1969                               | 9329                                       |   | 3 / 31 |
| 1974                               | 4199                                       |   | 2 / 36 |
| 1979                               | 9983                                       |   | 1 / 36 |
| 1984                               | 14961                                      |   | 1 / 38 |
| 1989                               | 10891                                      |   | 0 / 38 |
| 1994                               | 11586                                      |   | 0 / 44 |
| 1999                               | 8332                                       |   | 0 / 44 |
| 2004                               | 7 886                                      |   | 0 / 63 |
| 2009                               | 7 554                                      |   | 0 / 63 |
| 2014 (in coalizione con BNF e BDM) | in Ombrello per il cambiamento democratico |   | 0 / 63 |
| 2019 (in coalizione con BNF e BCP) | in Ombrello per il cambiamento democratico |   | 0 / 65 |

| Controllo di autorità | VIAF (EN) 127143969 · LCCN (EN) nr2006016816 |